# 考波尔奇
考波尔奇，是匈牙利维斯普雷姆州所辖的一个村，总面积13.97平方公里，总人口404，人口密度28.9人/平方公里（2010年1月1日）。